# Jorge Gómez
Jorge Luis Gómez Carreño (San Vicente de Tagua Tagua, Chile. 14 de septiembre de 1968) es un exfutbolista chileno. Jugaba de mediocampista y militó en diversos clubes de Chile.

## Trayectoria
Comenzó su carrera profesional defendiendo a O'Higgins en 1987, defendiendo al equipo celeste hasta fines de 1991. En 1992 pasó a Universidad Católica, en donde formó parte del plantel cruzado que se coronó subcampeón de la Copa Libertadores 1993. En 1994 defendió a Deportes Antofagasta, para la temporada siguiente regresar a O'Higgins. En 1996 tuvo su segunda etapa en el equipo cruzado, para en 1997 pasar a Deportes Temuco. Tras su destacada campaña en el equipo albiverde, en 1998 pasó a Cobreloa, donde estuvo hasta fines de la temporada 2000. En 2001 pasó a Deportes Puerto Montt, para en 2002 jugar en Unión San Felipe. En 2004 pasó nuevamente a O'Higgins, donde se retiró a fines de 2005.

## Selección nacional
Tras su destacada campaña en 1997 por Deportes Temuco, recibió sus únicos llamados a la Selección Nacional, donde jugó 7 partidos, formando parte del plantel de las Eliminatorias para Francia 1998 (donde no vio minutos de juego), como de la desastrosa Copa América 1997. También estuvo en la prenómina para el Mundial de Francia 1998, siendo de los últimos cortados por el entrenador Nelson Acosta.

### Participaciones en Copa América
| Torneo            | Sede    | Resultado     | PJ | G |
| ----------------- | ------- | ------------- | -- | - |
| Copa América 1997 | Bolivia | Primera ronda | 3  | 1 |

### Participaciones en eliminatorias a la Copa del Mundo
| Eliminatoria                 | Sede    | Resultado   | Posición | PJ | G |
| ---------------------------- | ------- | ----------- | -------- | -- | - |
| Clasificatorias Francia 1998 | Francia | Clasificado | 4.º      | 0  | 0 |

### Partidos internacionales
| Partidos internacionales | Partidos internacionales | Partidos internacionales                      | Partidos internacionales | Partidos internacionales | Partidos internacionales | Partidos internacionales | Partidos internacionales | Partidos internacionales | Partidos internacionales |
| N.º                      | Fecha                    | Estadio                                       | Local                    | Resultado                | Visitante                | Goles                    | Asistencias              | DT                       | Competición              |
| ------------------------ | ------------------------ | --------------------------------------------- | ------------------------ | ------------------------ | ------------------------ | ------------------------ | ------------------------ | ------------------------ | ------------------------ |
| 1                        | 11 de junio de 1997      | Estadio Félix Capriles, Cochabamba, Bolivia   | Chile                    | 0-1                      | Paraguay                 |                          |                          | Nelson Acosta            | Copa América 1997        |
| 2                        | 14 de junio de 1997      | Estadio Félix Capriles, Cochabamba, Bolivia   | Argentina                | 2-0                      | Chile                    |                          |                          | Nelson Acosta            | Copa América 1997        |
| 3                        | 17 de junio de 1997      | Estadio Félix Capriles, Cochabamba, Bolivia   | Chile                    | 1-2                      | Ecuador                  |                          |                          | Nelson Acosta            | Copa América 1997        |
| 4                        | 7 de noviembre de 1997   | Estadio Regional, Antofagasta, Chile          | Chile                    | 4-1                      | Guatemala                |                          |                          | Nelson Acosta            | Amistoso                 |
| 5                        | 31 de enero de 1998      | Estadio Hong Kong, So Kon Po, Hong Kong       | Irán                     | 1-1                      | Chile                    |                          |                          | Nelson Acosta            | Carlsberg Cup 1998       |
| 6                        | 7 de febrero de 1998     | Estadio Parque Olímpico, Melbourne, Australia | Australia                | 0-1                      | Chile                    |                          |                          | Nelson Acosta            | Amistoso                 |
| 7                        | 24 de abril de 1998      | Estadio Nacional, Santiago, Chile             | Chile                    | 1-0                      | Lituania                 |                          |                          | Nelson Acosta            | Amistoso                 |
| Total                    | Total                    | Total                                         | Presencias               | 7                        | Goles                    | 0                        |                          |                          |                          |

| Selección chilena | Selección chilena | Selección chilena |
| Año               | Partidos          | Goles             |
| ----------------- | ----------------- | ----------------- |
| 1997              | 3                 | 0                 |
| 1998              | 4                 | 0                 |
| Total             | 7                 | 0                 |

## Clubes
| Club                  | País  | Año       |
| --------------------- | ----- | --------- |
| O'Higgins             | Chile | 1987-1991 |
| Universidad Católica  | Chile | 1992-1993 |
| Deportes Antofagasta  | Chile | 1994      |
| O'Higgins             | Chile | 1995      |
| Universidad Católica  | Chile | 1996      |
| Deportes Temuco       | Chile | 1997      |
| Cobreloa              | Chile | 1998-2000 |
| Deportes Puerto Montt | Chile | 2001      |
| Unión San Felipe      | Chile | 2002-2003 |
| O'Higgins             | Chile | 2004-2005 |